# Onda circumpolare antartica
L'onda circumpolare antartica (in inglese Antarctic Circumpolar Wave - ACW) è un'onda accoppiata oceano/atmosfera che circonda l'Oceano Antartico in circa otto anni a una velocità di 6-8 cm/s. Poiché si tratta di un fenomeno d'onda 2 (ci sono due creste e due avvallamenti in un parallelo), in ogni punto fisso dello spazio si osserva un segnale con un periodo di quattro anni. L'onda si muove verso est con le correnti oceaniche.

## Storia del concetto
Sebbene l’“onda” venga identificata tramite la temperatura, la pressione atmosferica, il ghiaccio marino e l’altezza dell’oceano, le variazioni sono difficili da vedere nei dati grezzi e devono essere opportunamente lavorati per diventare evidenti. Poiché la registrazione affidabile dei dati dell’Oceano Antartico esiste solo da pochi decenni (dall’inizio degli anni ’80) e l’elaborazione dei dati è necessaria per rivelarne l’esistenza, alcuni climatologi dubitano della reale esistenza dell’onda. Altri ne accettano l’esistenza, ma affermano che la sua forza varia nel corso dei decenni.
L'onda è stata scoperta contemporaneamente da White e Peterson e da Jacobs e Mitchell nel 1996. Da allora, le idee sulla struttura delle onde e sui meccanismi di mantenimento sono cambiate e sviluppate: secondo alcuni, ora deve essere considerata parte di un'onda ENSO.